# Élections à Hawaï
Élections fédérales et locales à Hawaï depuis son adhésion aux États-Unis en 1959.

## Élections fédérales

### Élections présidentielles
| Année | Démocrate | Démocrate | Républicain | Républicain | Libertarien | Libertarien | Vert   | Vert | Autres | Autres |
| Année | Voix      | %         | Voix        | %           | Voix        | %           | Voix   | %    | Voix   | %      |
| ----- | --------- | --------- | ----------- | ----------- | ----------- | ----------- | ------ | ---- | ------ | ------ |
| 1960  | 92 410    | 50,03     | 92 295      | 49,97       |             |             |        |      |        |        |
| 1964  | 163 249   | 78,76     | 44 022      | 21,24       |             |             |        |      |        |        |
| 1968  | 141 324   | 59,83     | 91 425      | 38,70       |             |             |        |      | 3 469  | 1,47   |
| 1972  | 101 409   | 37,52     | 168 865     | 62,48       |             |             |        |      |        |        |
| 1976  | 147 375   | 50,59     | 140 003     | 48,06       | 3 923       | 1,35        |        |      |        |        |
| 1980  | 135 879   | 44,80     | 130 112     | 42,90       | 3 269       | 1,08        |        |      | 34 027 | 11,22  |
| 1984  | 147 154   | 43,82     | 185 050     | 55,10       | 2 167       | 0,65        |        |      | 1 475  | 0,44   |
| 1988  | 192 364   | 54,27     | 158 625     | 44,75       | 1 999       | 0,56        |        |      | 1 473  | 0,41   |
| 1992  | 179 310   | 48,09     | 136 822     | 36,70       | 1 119       | 0,30        |        |      | 55 591 | 14,91  |
| 1996  | 205 012   | 56,93     | 113 943     | 31,64       | 2 493       | 0,69        | 10 386 | 2,88 | 28 286 | 7,26   |
| 2000  | 205 286   | 55,79     | 137 845     | 37,46       | 1 477       | 0,40        | 21 623 | 5,88 | 1 720  | 0,58   |
| 2004  | 231 708   | 54,01     | 194 191     | 45,26       | 1 377       | 0,32        | 1 737  | 0,40 |        |        |
| 2008  | 325 871   | 71,85     | 120 566     | 26,58       | 1 314       | 0,29        | 979    | 0,22 | 4 838  | 1,06   |
| 2012  | 306 658   | 70,55     | 121 015     | 27,84       | 3 840       | 0,88        | 3 184  | 0,73 |        |        |
| 2016  | 266 891   | 62,22     | 128 847     | 30,04       | 15 954      | 3,72        | 12 737 | 2,97 | 4 508  | 1,05   |
| 2020  | 366 130   | 63.73     | 196 864     | 34.27       | 5 539       | 0.96        | 3 822  | 0.67 | 2 114  | 0.37   |
| Année | Démocrate | Démocrate | Républicain | Républicain | Libertarien | Libertarien | Vert   | Vert | Autres | Autres |

### Élections législatives
| Année | Rép  | Rép    | Dém  | Dém    | Lib | NLP | PFP |
| Année | %    | Sièges | %    | Sièges | %   | %   | %   |
| ----- | ---- | ------ | ---- | ------ | --- | --- | --- |
| 1959  | 31,4 | 0 / 1  | 68,6 | 1 / 1  |     |     |     |
| 1960  | 25,6 | 0 / 1  | 74,4 | 1 / 1  |     |     |     |
| 1962  | 32,2 | 0 / 2  | 67,8 | 2 / 2  |     |     |     |
| 1964  | 37,1 | 0 / 2  | 62,9 | 2 / 2  |     |     |     |
| 1966  | 31,6 | 0 / 2  | 68,4 | 2 / 2  |     |     |     |
| 1968  | 27,2 | 0 / 2  | 71,8 | 2 / 2  |     |     | 1,0 |
| 1970  | 15,3 | 0 / 2  | 84,7 | 2 / 2  |     |     |     |
| 1972  | 44,1 | 0 / 2  | 55,9 | 2 / 2  |     |     |     |
| 1974  | 38,9 | 0 / 2  | 61,1 | 2 / 2  |     |     |     |
| 1976  | 26,4 | 0 / 2  | 62,7 | 2 / 2  | 0,7 |     |     |
| 1978  | 15,9 | 0 / 2  | 80,1 | 2 / 2  | 3,3 |     |     |
| 1980  | 7,1  | 0 / 2  | 85,4 | 2 / 2  | 7,5 |     |     |
| 1982  | 0,0  | 0 / 2  | 89,6 | 2 / 2  | 3,0 |     |     |
| 1984  | 14,7 | 0 / 2  | 82,5 | 2 / 2  | 2,8 |     |     |
| 1986  | 40,8 | 1 / 2  | 56,4 | 1 / 2  | 2,8 |     |     |
| 1988  | 28,5 | 1 / 2  | 65,1 | 1 / 2  | 6,4 |     |     |
| 1990  | 34,5 | 0 / 2  | 63,3 | 2 / 2  | 2,2 |     |     |
| 1992  | 22,8 | 0 / 2  | 72,8 | 2 / 2  | 4,5 |     |     |
| 1994  | 33,8 | 0 / 2  | 61,9 | 2 / 2  | 3,6 |     |     |
| 1996  | 38,4 | 0 / 2  | 55,5 | 2 / 2  | 1,4 | 1,4 |     |
| 1998  | 30,0 | 0 / 2  | 65,7 | 2 / 2  | 3,3 | 1,1 |     |
| 2000  | 32,6 | 0 / 2  | 65,0 | 2 / 2  | 2,4 |     |     |
| 2002  | 32,4 | 0 / 2  | 64,5 | 2 / 2  | 2,4 | 0,6 |     |
| 2004  | 35,6 | 0 / 2  | 62,9 | 2 / 2  | 1,5 |     |     |
| 2006  | 35,0 | 0 / 2  | 65,0 | 2 / 2  |     |     |     |
| 2008  | 19,8 | 0 / 2  | 76,6 | 2 / 2  | 2,7 |     |     |
| 2010  | 35,9 | 0 / 2  | 62,9 | 2 / 2  | 0,9 |     |     |
| 2012  | 32,6 | 0 / 2  | 67,5 | 2 / 2  |     |     |     |
| 2014  | 33,3 | 0 / 2  | 65,4 | 2 / 2  | 0,1 |     |     |
| 2016  | 19,6 | 0 / 2  | 72,3 | 2 / 2  | 1,5 |     |     |
| Année | %    | Sièges | %    | Sièges | %   | %   | %   |
| Année | Rép  | Rép    | Dém  | Dém    | Lib | NLP | PFP |

## Élections locales

### Élections gouvernatoriales

#### 1959
| Candidat         | Parti | Parti             | Votes  | %     |
| ---------------- | ----- | ----------------- | ------ | ----- |
| William F. Quinn |       | Parti républicain | 86 213 | 51,12 |
| John A. Burns    |       | Parti démocrate   | 82 074 | 48,66 |
| David Kihei      |       | Commonwealth      | 375    | 0,22  |
| Total            |       |                   |        |       |

#### 1962
Gouverneur sortant : William F. Quinn
| Candidat         | Parti | Parti             | Votes   | %     |
| ---------------- | ----- | ----------------- | ------- | ----- |
| John A. Burns    |       | Parti démocrate   | 114 308 | 58,32 |
| William F. Quinn |       | Parti républicain | 81 707  | 41,68 |
| Total            |       |                   |         |       |

#### 1966
Gouverneur sortant : John A. Burns
| Candidat          | Parti         | Parti             | Votes   | %     |
| ----------------- | ------------- | ----------------- | ------- | ----- |
| John A. Burns     |               | Parti démocrate   | 108 840 | 51,06 |
| Randolph Crossley |               | Parti républicain | 104 324 | 48,94 |
| Participation     | Participation | Participation     | 213 164 | 33,69 |

#### 1970
Gouverneur sortant : John A. Burns
| Candidat               | Parti         | Parti             | Votes   | %     |
| ---------------------- | ------------- | ----------------- | ------- | ----- |
| John A. Burns          |               | Parti démocrate   | 137 812 | 57,65 |
| Samuel Pailthorpe King |               | Parti républicain | 101 249 | 42,35 |
| Participation          | Participation | Participation     | 239 061 | 31,05 |

#### 1974
Gouverneur sortant : John A. Burns
| Candidat          | Parti         | Parti             | Votes   | %     |
| ----------------- | ------------- | ----------------- | ------- | ----- |
| George Ariyoshi   |               | Parti démocrate   | 136 262 | 54,58 |
| Randolph Crossley |               | Parti républicain | 113 388 | 45,42 |
| Participation     | Participation | Participation     | 249 650 | 32,43 |

#### 1978
Gouverneur sortant : George Ariyoshi
| Candidat          | Parti         | Parti             | Votes   | %     |
| ----------------- | ------------- | ----------------- | ------- | ----- |
| George Ariyoshi   |               | Parti démocrate   | 153 394 | 54,48 |
| Randolph Crossley |               | Parti républicain | 124 610 | 44,25 |
| Alema Leota       |               | Indépendant       | 1 982   | 0,70  |
| Gregory Reeser    |               | Parti libertarien | 1 059   | 0,38  |
| Aloha Democratic  |               | John Moore        | 542     | 0,19  |
| Participation     | Participation | Participation     | 281 587 | 36,57 |

#### 1982
Gouverneur sortant : George Ariyoshi
| Candidat          | Parti         | Parti                 | Votes   | %     |
| ----------------- | ------------- | --------------------- | ------- | ----- |
| George Ariyoshi   |               | Parti démocrate       | 141 043 | 45,23 |
| Frank Fasi        |               | Démocrate indépendant | 89 303  | 28,64 |
| Randolph Crossley |               | Parti républicain     | 81 507  | 26,14 |
| Participation     | Participation | Participation         | 311 857 | 32,33 |

#### 1986
Gouverneur sortant : George Ariyoshi
| Candidat           | Parti         | Parti             | Votes   | %     |
| ------------------ | ------------- | ----------------- | ------- | ----- |
| John D. Waihee III |               | Parti démocrate   | 173 655 | 51,98 |
| D. G. Anderson     |               | Parti républicain | 160 460 | 48,02 |
| Participation      | Participation | Participation     | 334 115 | 34,63 |

#### 1990
Gouverneur sortant : John D. Waihee III
| Candidat           | Parti         | Parti             | Votes   | %     |
| ------------------ | ------------- | ----------------- | ------- | ----- |
| John D. Waihee III |               | Parti démocrate   | 203 491 | 59,83 |
| Fred Hemmings      |               | Parti républicain | 131 310 | 38,61 |
| Don Smith          |               | Parti libertarien | 2 885   | 0,85  |
| Peggy Ha'o Ross    |               | Indépendante      | 2 446   | 0,72  |
| Participation      | Participation | Participation     | 340 132 | 30,69 |

#### 1994
Gouverneur sortant : John D. Waihee III
| Candidat      | Parti         | Parti             | Votes   | %     |
| ------------- | ------------- | ----------------- | ------- | ----- |
| Ben Cayetano  |               | Parti démocrate   | 134 978 | 36,58 |
| Frank Fasi    |               | Indépendant       | 113 158 | 30,67 |
| Pat Saiki     |               | Parti républicain | 107 908 | 29,24 |
| Kioni Dudley  |               | Parti vert        | 12 969  | 3,51  |
| Participation | Participation | Participation     | 369 013 |       |

#### 1998
Gouverneur sortant : Ben Cayetano
| Candidat       | Parti         | Parti             | Votes   | %     |
| -------------- | ------------- | ----------------- | ------- | ----- |
| Ben Cayetano   |               | Parti démocrate   | 204 206 | 50,11 |
| Linda Lingle   |               | Parti républicain | 198 952 | 48,82 |
| George Peabody |               | Parti libertarien | 4 398   | 1,08  |
| Participation  | Participation | Participation     | 407 556 |       |

#### 2002
Gouverneur sortant : Ben Cayetano
| Candidat          | Parti         | Parti                     | Votes   | %     |
| ----------------- | ------------- | ------------------------- | ------- | ----- |
| Linda Lingle      |               | Parti républicain         | 197 009 | 51,56 |
| Mazie Hirono      |               | Parti démocrate           | 179 647 | 47,01 |
| Bu La'ia Hill     |               | Parti de la loi naturelle | 2 561   | 0,67  |
| Tracy Ryan        |               | Parti libertarien         | 1 364   | 0,36  |
| Jim Brewer        |               | Indépendant               | 1 147   | 0,30  |
| Daniel Cunningham |               | Indépendant               | 382     | 0,10  |
| Participation     | Participation | Participation             | 382 110 |       |

#### 2006
Gouverneur sortant : Linda Lingle
| Candidat          | Parti         | Parti             | Votes   | %     |
| ----------------- | ------------- | ----------------- | ------- | ----- |
| Linda Lingle      |               | Parti républicain | 215 313 | 62,53 |
| Randy Iwase       |               | Parti démocrate   | 121 717 | 35,35 |
| James Brewer, Jr. |               | Parti vert        | 5 435   | 1,58  |
| Tracy Ryan        |               | Parti libertarien | 1 850   | 0,54  |
| Participation     | Participation | Participation     | 344 315 |       |

#### 2010
Gouverneur sortant : Linda Lingle
| Candidat          | Parti         | Parti             | Votes   | %    |
| ----------------- | ------------- | ----------------- | ------- | ---- |
| Neil Abercrombie  |               | Parti démocrate   | 222 724 | 57,8 |
| Duke Aiona        |               | Parti républicain | 157 311 | 40,8 |
| Daniel Cunningham |               | Free Energy Party | 1 265   | 0,3  |
| Tom Pollard       |               | Indépendant       | 1 263   | 0,3  |
| Participation     | Participation | Participation     | 380 035 | 55,7 |

#### 2014
Gouverneur sortant : Neil Abercrombie
| Candidat       | Parti         | Parti             | Votes   | %    |
| -------------- | ------------- | ----------------- | ------- | ---- |
| David Ige      |               | Parti démocrate   | 181 106 | 49,0 |
| Duke Aiona     |               | Parti républicain | 135 775 | 36,7 |
| Mufi Hannemann |               | Indépendant       | 42 934  | 11,6 |
| Jeff Davis     |               | Parti libertarien | 6 395   | 1,7  |
| Participation  | Participation | Participation     | 369 642 |      |

### Élections au Sénat d'Hawaï
| Année | Démocrate | Républicain |
| ----- | --------- | ----------- |
| 1959  | 10 / 25   | 15 / 25     |
| 1962  | 15 / 25   | 10 / 25     |
| 1964  | 16 / 25   | 9 / 25      |
| 1966  | 15 / 25   | 10 / 25     |
| 1968  | 16 / 25   | 9 / 25      |
| 1970  | 17 / 25   | 8 / 25      |
| 1974  | 18 / 25   | 7 / 25      |
| 1978  | 18 / 25   | 7 / 25      |
| 1980  | 17 / 25   | 8 / 25      |
| 1982  | 20 / 25   | 5 / 25      |
| 1984  | 21 / 25   | 4 / 25      |
| 1986  | 20 / 25   | 5 / 25      |
| 1988  | 22 / 25   | 3 / 25      |
| 1990  | 22 / 25   | 3 / 25      |
| 1992  | 22 / 25   | 3 / 25      |
| 1994  | 23 / 25   | 2 / 25      |
| 1996  | 23 / 25   | 2 / 25      |
| 1998  | 23 / 25   | 2 / 25      |
| 2000  | 22 / 25   | 3 / 25      |
| 2002  | 20 / 25   | 5 / 25      |
| 2004  | 20 / 25   | 5 / 25      |
| 2006  | 20 / 25   | 5 / 25      |
| 2007  | 21 / 25   | 4 / 25      |
| 2008  | 23 / 25   | 2 / 25      |
| 2010  | 24 / 25   | 1 / 25      |
| 2012  | 24 / 25   | 1 / 25      |
| 2014  | 24 / 25   | 1 / 25      |
| 2016  | 25 / 25   | 0 / 25      |
| Année | Démocrate | Républicain |